# Зиринов, Сергей Андреевич
Сергей Андреевич Зиринов (род. 26 октября 1974, Анапа, СССР) — российский предприниматель, экс-депутат Законодательного собрания Краснодарского края, доктор экономических наук. В марте 2013 года был арестован по подозрению в покушении на убийство[1].было предъявлено обвинение в бандитизме и убийстве двух и более лиц в составе банды. В итоге Зиринов был приговорён к 21 году 10 месяцам лишения свободы.

## Биография
Родился 26 октября 1974 года в Анапе. По национальности — армянин. Учился в средней школе № 5 города Анапы. С 11 лет всерьёз занимался боксом, участвовал во Всероссийских соревнованиях. Получил звание кандидата в мастера спорта по боксу. В 1996 году окончил экономический факультет Кубанского государственного университета. Кандидат экономических наук (2006, Краснодарский институт экономики, права и гуманитарных специальностей). Доктор экономических наук.
В 1997 году был убит его дядя, который был в Анапе лидером армянской диаспоры и владел сетью ресторанов. Бизнес дяди перешёл к племяннику. В 23 года Зиринов возглавил предприятие «Валентина». В первые пять лет самостоятельной предпринимательской деятельности Сергей Зиринов построил аквапарк европейского уровня «Золотой пляж», автотрек «Формула-1», сеть современных кафе и ресторанов, а также 5-звёздный гранд-отель «Валентина».
В 2002 году был избран депутатом от «Единой России» в Законодательное собрание Краснодарского края. На тот момент ему было 28 лет. После этого переизбирался дважды — в 2007 и 2012 годах. Многие СМИ отмечают его активное участие в благотворительности. В Законодательном собрании Сергей Зиринов возглавил пост заместителя председателя Комитета по культуре, спорту, информационной политике и взаимодействию с общественными объединениями.

## «Дело Зиринова»
В конце марта 2013 года Сергей Зиринов был арестован по подозрению в организации покушения на убийство заместителя казачьего атамана города Анапы Николая Нестеренко. 15 апреля 2013 ему были официально предъявлены обвинения в покушении на убийство. Позже его обвинили в создании банды и ещё трёх убийствах. Адвокаты считают, что дело сфабриковано, чтобы отнять у предпринимателя бизнес. Они вместе с подсудимыми настояли, чтобы суд проходил с участием присяжных заседателей.
Следствие по «делу Зиринова» длилось два года, и накануне его передачи в суд адвокаты выявили серьёзные противоречия в выводах обвинения. Расследование вели, поочерёдно сменяя друг друга, четыре бригады следователей, число которых в общей сложности составило более сорока. Одна из бригад была отстранёна от участия в расследовании ввиду серьёзных злоупотреблений и применения противоправных действий при получении признательных показаний. Неоднократно подсудимые по этому делу заявляли о пытках в ходе предварительного следствия.
Изначально судебный процесс должен был проходить в Краснодарском краевом суде, но 11 марта заместитель Генпрокурора РФ Виктор Гринь направил в Верховный Суд ходатайство о рассмотрении дела в Ростове-на-Дону, в Северо-Кавказском окружном военном суде. В ходатайстве он указал, что у Зиринова сохранились связи в правоохранительных органах и суде края и это может повлиять на исход судебного процесса. Когда адвокаты обвиняемых принялись протестовать против этого решения, потому что перенос дела в Ростов-на-Дону затруднит вызов в суд свидетелей из Краснодара, прокурор неожиданно отозвал своё ходатайство. Тем не менее, Верховный Суд вынес решение о передаче дела в Северо-Кавказский окружной военный суд.
Рассмотрение уголовного дела, которое составляет порядка 90 томов, началось в середине августа 2015 года. 18 августа состоялся допрос первого потерпевшего кошевого казачьего атамана Николая Нестеренко, на которого в феврале 2013 года было совершено покушение, а его водитель Виктор Жук был убит. На судебном заседании атаман сказал, что конфликтов по бизнесу у него с Зириновым не было, и объяснил, что заказчиком анапского предпринимателя считает потому, что «больше некому».
Обвинение основано на показания двух свидетелей — Дмитрия Сапожникова и Андрея Мирошникова, которые уже осуждены и согласились сотрудничать со следствием. В сентябре 2015 суд начал представлять их показания. От устного допроса в суде главные свидетели обвинения отказались. Из их показаний, зачитанных в суде прокурорами, следует, что в 2002 году Сергей Зиринов назначил встречу директору санатория «Малая бухта» Виталию Садовничьему в одном из кафе города Анапы. Тот пришёл на встречу с женой Ольгой Иванкиной. Во время встречи Сергей Зиринов повёл Виталия Садовничьего в кабинет на втором этаже кафе. На лестнице киллер Дмитрий Сапожников дважды выстрелил в Садовничьего. Затем была застрелена Ольга Иванкина. Трупы захоронили в лесополосе. По версии следствия, убийство произошло из-за бизнес-конфликта. В 2004 году во дворе своего дома был застрелен предприниматель из Новороссийска Салман Набиев. Осуждённый свидетель Дмитрий Сапожников, рассказывая об этих убийствах на предварительном следствии, перепутал оружие, из которого стрелял. В одном допросе фигурирует пистолет Макарова, в других — бесшумный пистолет 6 П9. Обвинение утверждает, что мотивом убийства послужил спор за магазин в Новороссийске между Салманом Набиевым и его бывшими собственниками, которым покровительствовал Сергей Зиринов. Однако допросы свидетелей обвинения по этому эпизоду поставили под сомнение эту версию. Бывший оперуполномоченный в Новороссийске Рубен Погосян занимался в 2004 году расследованием этого убийства. В суде он рассказал, что мотив убийства из-за магазина оперативниками был признан несостоятельным, так как к моменту убийства Салмана Набиева магазин по решению суда перешёл к прежним собственникам.
9 сентября суд удалил из процесса единственного адвоката Сергея Зиринова Анну Ставицкую за то, что она «зарождала сомнение у присяжных заседателей относительно достоверности доказательств стороны обвинения». Новым адвокатам по назначению было отказано в предоставлении дополнительного времени для изучения дела. Таким образом, защитники по назначению вошли в процесс, фактически не зная дела. Адвокаты других подсудимых считают, что тем самым «право Зиринова на защиту упразднёно».
В ноябре 2015 года брат убитого Виталия Садовничьего Константин, давая показания в суде, сообщил, что, по его мнению, у Зиринова не было мотива для этого убийства. Различия в своих показаниях он объяснил тем, что на предварительном следствии его попросили не препятствовать расследованию дела. Потерпевший также рассказал в суде, что кроме информации от сотрудников правоохранительных органов, у него не было других причин подозревать в этом преступлении Сергея Зиринова. Позднее, ознакомившись с документами, он понял, что на момент преступления между его братом и Сергеем Зириновым не было никого корпоративного конфликта, так как оба они не являлись держателями акций анапского санатория «Малая бухта». Также бывший директор санатория «Малая бухта» Сергей Христофоров и бывший акционер Павел Юрин опровергли причастность Зиринова к делам санатория.

### Дело Виктора Палия
Аресты бывшего нефтяного магната Виктора Палия и следователя Николая Шлапакова по факту рейдерского захвата аквапарков, принадлежащих структурам Зиринова, косвенно подтверждают версию стороны защиты, что это дело было сфабриковано с целью отъёма бизнеса у крупного предпринимателя.
Виктор Палий был арестован в сентябре 2013 года. В октябре 2015 года суд вынес приговор в отношении бывшего директора ОАО «Нижневартовскнефтегаз». Он осуждён на 13 лет лишения свободы за мошенничество и вымогательство имущества аквапарка в Анапе. По версии следователей, Виктор Палий склонял представителей семьи Зириновых к передаче ему в общей сложности 391 миллиона рублей. В случае отказа бывший нефтяной магнат угрожал инициировать в отношении Зиринова уголовное дело о махинациях с земельными участками. Палий также неоднократно предпринимал попытки физического захвата аквапарка.
Следом за этим был арестован в начале декабря 2015 года следователь следственного управления СК России по Краснодарскому краю Николай Шлапаков. Против него было возбуждёно уголовное дело о злоупотреблении служебных полномочий, которые повлекли попытку захвата аквапарка, принадлежащего родственникам Сергея Зиринова. Николай Шлапаков без законных оснований возбудил уголовное дело о мошенничестве, которое стало поводом для рейдерского захвата аквапарка.

### Дело Николая Нестеренко
В деле Зиринова потерпевшим проходил заместитель атамана городского казачьего общества Анапы Николай Нестеренко. В ходе судебного процесса над Сергеем Зириновым Николай Нестеренко заявил, что покушение на него мог организовать только Зиринов, потому что «больше некому», при этом признав, что конфликтов по бизнесу у него с депутатом и бизнесменом не было.
В октябре 2016 года Николай Нестеренко становится фигурантом уголовного дела по факту крупного мошенничества, его арестовывают, а после следствия и судебного процесса 24 апреля 2017 года Анапский городской суд выносит приговор по резонансному делу. Решение суда гласит, что обвиняемый совершил инкриминируемое ему преступление — мошенничество (обманное приобретение права на чужой имущественный объект) в особо крупном размере.
В соответствии с приговором, Николаю Нестеренко придётся отправиться в колонию общего режима на шесть лет и пять месяцев. При этом в указанный срок будет зачтено нахождение его под стражей с октября 2016 по апрель 2017.